# Macrobelus insignis
Macrobelus insignis is een keversoort uit de familie Belidae. De wetenschappelijke naam van de soort is voor het eerst geldig gepubliceerd in 1909 door Lea.